# Модель швейцарского сыра

Между угрозой и происшествием лежит много уровней защиты (слои сыра), в каждом из них есть изъяны («глазки»), которые, в случае наложения их друг на друга, могут привести к аварии. Три угрозы остановлены разными слоями защиты, но одна проходит в месте наложения отверстий-«уязвимостей»

Модель швейцарского сыра (англ. Swiss cheese model) — модель, используемая в управлении рисками, включая авиационную безопасность, здравоохранение, инженерное дело, а также концептуально лежащая в основе многоуровневой (например, компьютерной) безопасности. Она сравнивает организационные схемы функционирования разнообразных систем управления, контроля и планирования в самых широких сферах применения, от бизнес-стратегий до систем безопасности АЭС, с несколькими слоями швейцарского сыра. Слои сыра, со случайно расположенными отверстиями разного размера в каждом ломтике, сложенные в стопку, являются метафорой слоёв защиты, где риск нежелательного происшествия уменьшается за счет разнообразия уровней и видов предотвращения угроз, но каждый уровень-механизм безопасности имеет свои уязвимости. В теории, бреши и слабые места в защите не дают угрозам реализоваться, придя к единой точке отказа, поскольку во всех таких системах должны функционировать и другие механизмы, уровни и степени обеспечения безопасности и/или снижения рисков, закрывающие уязвимости предыдущих уровней защиты.
Модель швейцарского сыра первоначально была предложена психологом, профессором Манчестерского университета Джеймсом Ризоном (англ. James Reason) и с тех пор получила всеобщее признание. Он представил свою концепцию в книге «Человеческая ошибка» (англ. Human Error), которая была выпущена в 1991 году. В ней он развил теорию о том, что несчастные случаи и происшествия не являются результатом одного или нескольких независимых событий. Все аварии, ЧП и т. п. происходят из-за нескольких взаимосвязанных факторов, которые в совокупности приводят к общему отказу системы.

## Ломтики и отверстия
В модели швейцарского сыра защита от отказа моделируется как серия несовершенных барьеров, представляемых в виде ломтиков швейцарского сыра с отверстиями. Отверстия в срезах представляют собой слабые места в отдельных частях системы и постоянно меняют свой размер и положение на ломтике. Отказ системы происходит, когда отверстия во всех ломтиках совпадают, позволяя угрозе пройти сквозь все слои и реализоваться.

## Критика

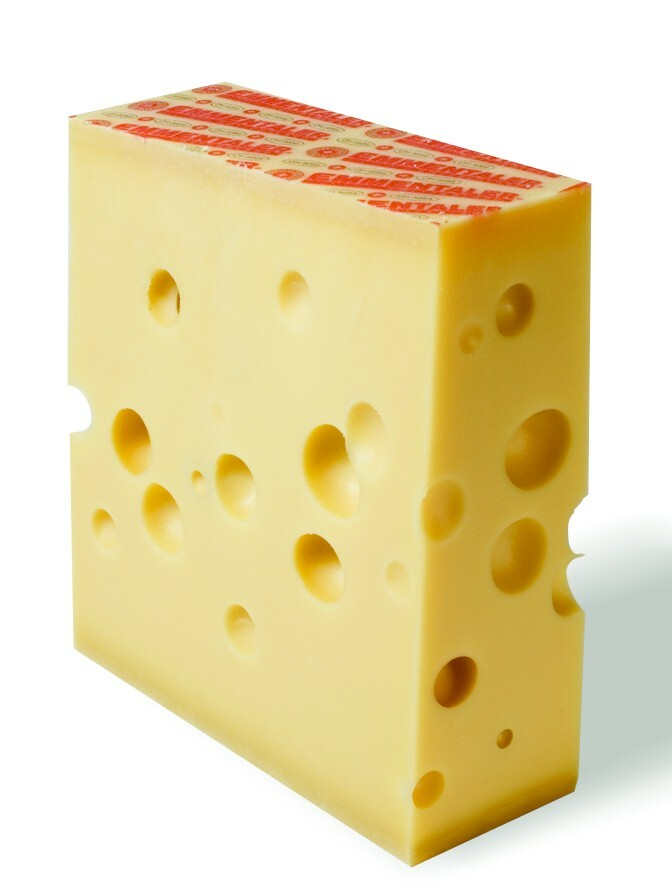
Швейцарский сыр эмменталь с глазками

Хотя модель швейцарского сыра стала эффективным, и лёгким для освоения, концептуальным методом, она также подвергается критике за то, что используется слишком широко и без достаточной поддержки другими моделями прогнозирования рисков.
Одним из первых критиков по злоупотреблению этой моделью стал сам Джеймс Ризон. Он беспокоился о том, что она применялась чрезмерно обобщённо и догматично. Модель швейцарского сыра используют как универсальное, своего рода эмпирическое правило, которое используется для объяснения любого несчастного случая или аварии. Возможно, жесткое применение этой модели может привести к поиску скрытых условий, вызвавших несчастный случай, когда основной причиной может быть нечто иное, чем человеческий фактор. Одного понимания того факта, что все меры защиты связаны между собой, недостаточно. Для минимизации рисков модель прогнозирования должна раскрывать, как именно они связаны. Бо́льшая часть критики также сосредоточена на том, что модель применяется в более широком масштабе, чем предполагалась изначально.
Те, кто защищают модель швейцарского сыра, утверждают, что, хотя у неё есть свои ограничения, эта модель была полезна для включения системных факторов в модели предотвращения несчастных случаев. Кроме того, это метафора, которую может понять почти каждый, наглядно демонстрирующая концепцию борьбы с организационными происшествиями.